# Maria Guinot
Maria Guinot (Lissabon, 20 juni 1945 – Parede, 3 november 2018) was een Portugees zangeres.

## Biografie
Guinot is vooral bekend vanwege haar deelname aan het Eurovisiesongfestival 1984, dat gehouden werd in de Luxemburgse hoofdstad Luxemburg. Met het nummer Silêncio e tanta gente eindigde ze op de elfde plek. Eerder had ze ook reeds in 1981 haar kans gewaagd in de Portugese preselectie, evenwel zonder succes.
1964: António Calvário · 
1965: Simone de Oliveira · 
1966: Madalena Iglésias · 
1967: Eduardo Nascimento · 
1968: Carlos Mendes · 
1969: Simone de Oliveira · 
1971: Tonicha · 
1972: Carlos Mendes · 
1973: Fernando Tordo · 
1974: Paulo de Carvalho · 
1975: Duarte Mendes · 
1976: Carlos do Carmo · 
1977: Os Amigos · 
1978: Gemini · 
1979: Manuela Bravo · 
1980: José Cid · 
1981: Carlos Paião · 
1982: Doce · 
1983: Armando Gama · 
1984: Maria Guinot · 
1985: Adelaide Ferreira · 
1986: Dora · 
1987: Nevada · 
1988: Dora · 
1989: Da Vinci · 
1990: Nucha · 
1991: Dulce Pontes · 
1992: Dina · 
1993: Anabela · 
1994: Sara Tavares · 
1995: Tó Cruz · 
1996: Lúcia Moniz · 
1997: Célia Lawson · 
1998: Alma Lusa · 
1999: Rui Bandeira · 
2001: MTM · 
2003: Rita Guerra · 
2004: Sofia Vitória · 
2005: 2B · 
2006: Nonstop · 
2007: Sabrina · 
2008: Vânia Fernandes · 
2009: Flor-de-Lis · 
2010: Filipa Azevedo · 
2011: Homens da Luta · 
2012: Filipa Sousa · 
2014: Suzy · 
2015: Leonor Andrade · 
2017: Salvador Sobral · 
2018: Cláudia Pascoal · 
2019: Conan Osíris · 
2021: The Black Mamba · 
2022: Maro · 
2023: Mimicat · 
2024: Iolanda · 
2025: Napa
- Gemeinsame Normdatei: 130319287
- International Standard Name Identifier: 0000 0000 6769 8002
- Library of Congress Control Number: n2009027155
- MusicBrainz: 968ac4a0-f534-4423-9b66-f8d32fc5aa60
- Virtual International Authority File: 88379886
- WorldCat: E39PBJpYqhMMw9pWWcwpKtx7HC